# Ectemnonotum atrum
Ectemnonotum atrum är en insektsart som beskrevs av Victor Lallemand 1922. Ectemnonotum atrum ingår i släktet Ectemnonotum och familjen spottstritar. Inga underarter finns listade i Catalogue of Life.